# Labyrinthe (album)
Pour les articles homonymes, voir Labyrinthe (homonymie).
Albums de Guesch Patti
Nomades
Labyrinthe est le premier album studio de la chanteuse Guesch Patti.

## Liste des pistes
1. Let be must the queen (Guesch Patti / Vincent Bruley) 4:11
2. Triangle (Guesch Patti / Guesch Patti - Vincent Bruley - Jam'Ba) 4:32
3. Étienne (Guesch Patti / Vincent Bruley) 4:07
4. Backstage d'une star (Mimi Bastille) 1:54
5. Bon anniversaire (Guesch Patti / Jam'Ba) 4:12
6. Faits divers (Guesch Patti / Jam'Ba - Guesch Patti) 4:24
7. Roule... Tu dis (Guesch Patti / Christophe Rose - Jam'Ba) 3:53
8. Culture (Guesch Patti / Christophe Rose) 3:55
9. Cul cul clan (Guesch Patti / Christophe Rose) 3:54
10. Manque un détail (Guesch Patti / Vincent Bruley) 3:37
11. Tout seul... (Pascale Geille / Christophe Rose) 4:24
12. C'est pas assez (Pascale Geille / Christophe Rose) 4:20
13. Un espoir (Guesch Patti / Christophe Rose) 3:45 (dernier titre présent uniquement sur les versions CD de l'album)

## Crédits
- Guitares : Jam'Ba
- Batterie et percussions : Yvo Abadi
- Guitare basse : Mïsko et David Levray
- Claviers : Lucien Athanase et Jam'Ba
- Programmations : Jam'Ba et Vincent Bruley
- Cuivres : The Rumour Brass
- Chœurs : Pascale Geille, Alain Labaci, Luc Bertin, The London Beat, Carole Fredericks, Joniece Jamison, Rebecca Bell
- Cordes : Jean-Claude Dubois, Yves Chabert, Michel Cron, Christophe Guiot, Pierre Linares, Hubert Varron
- Timbales : Marc Chantereau
- Hautbois : Claude Maisonneuve

Produit et arrangé par Jam'Ba 

Enregistré au Studio Piccolo, Paris, par Vincent Bruley

## Classements
| Pays      | Meilleure position |
| --------- | ------------------ |
| Suisse    | 9                  |
| Allemagne | 10                 |
| Autriche  | 14                 |
| France    | 21                 |

## Singles
- Etienne - 1987 (n°1 France, n°1 Italie, n°3 Suisse, n°6 Autriche, n°9 Allemagne, n°29 Pays-Bas)
- Let be must the queen - 1988 (n°8 Italie, n°21 Allemagne, n°21 Autriche, n°25 France)
- Cul cul clan - 1988
- Bon anniversaire - 1988